# Sal Hepatica

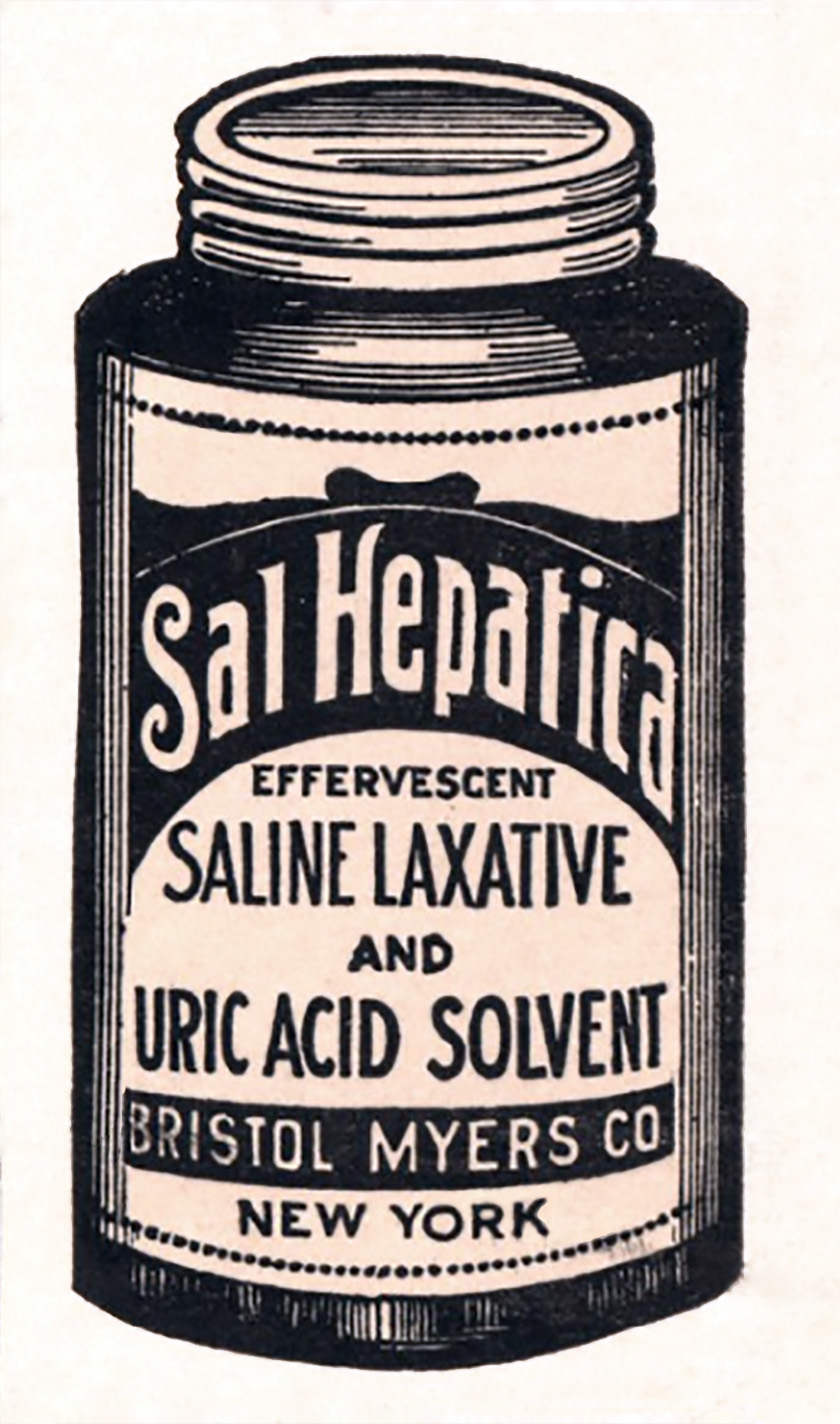
Sal Hepatica (1909)

Sal Hepatica ist der Name eines auf Mineralsalzen basierenden Abführmittels. Von 1887 bis 1958 wurde es von Bristol-Myers produziert und vermarktet. Es wurde ihm nachgesagt, dass es, wenn es in Wasser aufgelöst werde, den Geschmack und Effekt der natürlichen Mineralwässer Böhmens reproduziere.

## Zusammensetzung und Wirkungsmechanismus
Die Bestandteile dieses Produktes sind: Glaubersalz (Natriumsulfat), Backpulver (Natriumbicarbonat), Weinsäure, gewöhnliches Salz (Natriumchlorid), Natriumphosphat und Spuren von Lithiumcarbonat und Wasser. Es wurde als salzbasiertes Abführmittel und Alkalisierungsmittel vermarktet. Letzteres oft als Heilmittel für Gicht und Rheuma, sowie für diverse Magen-, Leber-, und Nierenkrankheiten.